# Sinfonía n.º 1 (Schubert)

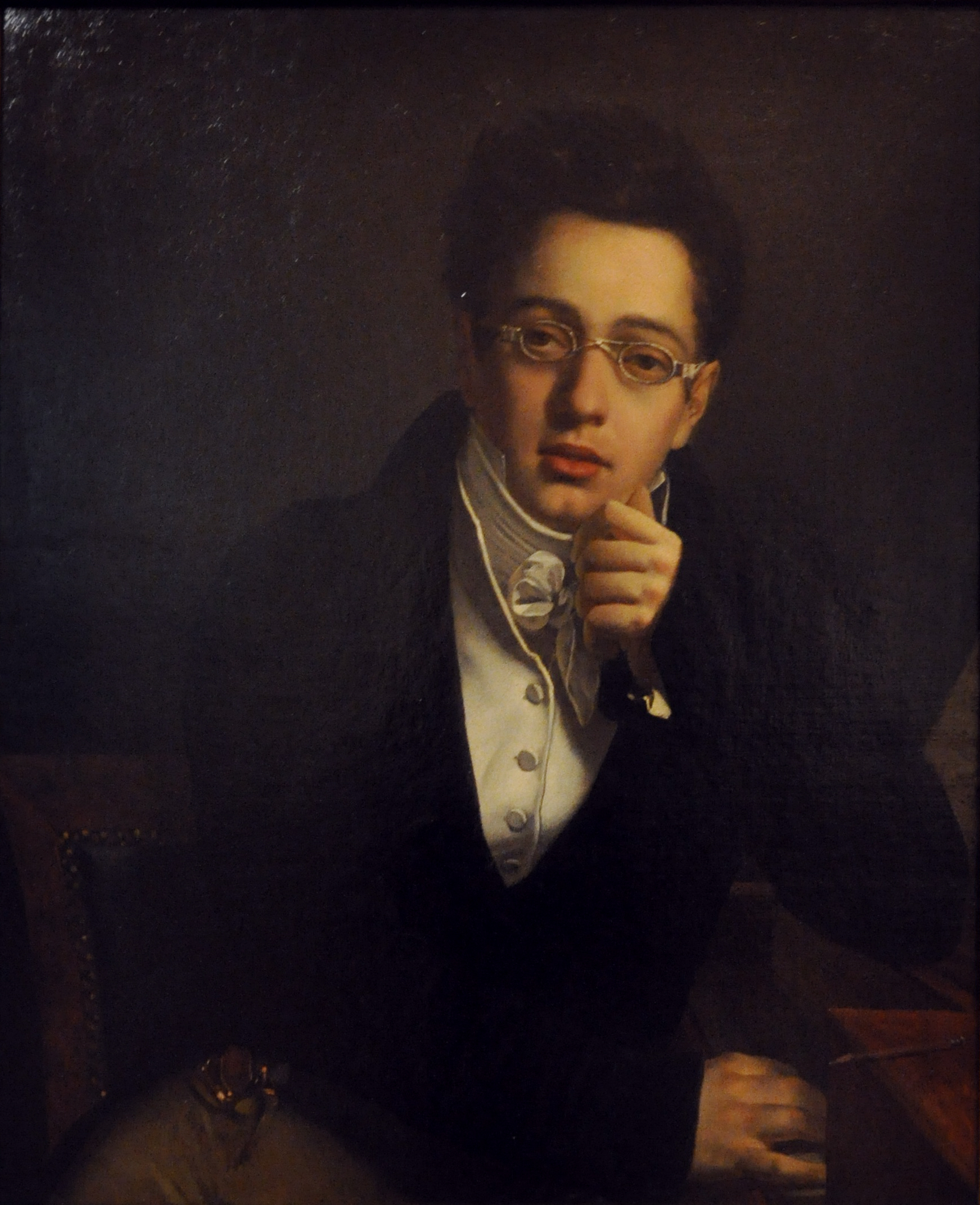
Schubert hacia 1814, retratado por Josef Abel.

La Sinfonía n.º 1 en re mayor, D. 82 fue compuesta por Franz Schubert en 1813.

## Historia

### Composición
La composición de esta obra se completó el 28 de octubre de 1813, cuando el compositor tenía sólo 16 años de edad. No se sabe con certeza cuándo comenzó Schubert a trabajar en ella, pero su finalización se concreta en la nota en la partitura autógrafa de Schubert "Der 28 October 1813. Finis et Fine". Esta fue su primera sinfonía completa y la escribió como regalo para su maestro Innocenz Lang, dando así comienzo a un ciclo de seis años en el que compondría sus seis primeras sinfonías. A pesar de su juventud se trata de un producto impresionantemente pulido y es, con diferencia, la mejor obra de Schubert hasta ese momento. Sin duda se benefició de los dos esfuerzos anteriores del joven compositor en el género (también en re mayor) y del puñado de oberturas sinfónicas que escribió en 1811 y 1812.
La partitura autógrafa se conserva en la actualidad en la Gesellschaft der Musikfreunde de Viena.

### Estreno y publicación
El estreno de la obra tuvo lugar en Viena en otoño de 1813. No se sabe con certeza si la sinfonía fue estrenada por la orquesta del Convento de la Ciudad de Viena o por la Orchester-Verein de Otto Hatwig, que había surgido del cuarteto de la casa de la familia Schubert. La instrumentación simplificada, así como la simplificación compositiva de un terceto de violines y viola en el cuarto movimiento, sugieren que la Orchester-Verein fue la encargada de estrenar la sinfonía. La orquesta que la interpretó fue posiblemente la del seminario del que el compositor acababa de salir, o uno de los conjuntos "ad hoc" formados en casa del melómano vienés Otto Hatwig.
La primera publicación de esta obra no llegó hasta 1884 como parte de la Alten Gesamtausgabe (Edición Completa Antigua) de todas las sinfonías de Schubert editada por Johannes Brahms por la editorial Breitkopf & Härtel. Al igual que el resto de las sinfonías de Schubert anteriores a 1820, no fue publicada hasta finales del siglo XIX. No obstante, Schubert tuvo el lujo de escucharla en vida. 

## Instrumentación
La partitura está escrita para una orquesta formada por:
- Viento madera: 1 flauta, 2 oboes, 2 clarinetes, 2 fagotes.
- Viento metal: 2 trompas, 2 trompetas.
- Percusión: timbales.
- Cuerda: una sección de cuerdas con violines I y II, violas, violonchelos y contrabajos.

La orquestación está bellamente equilibrada entre cuerdas y vientos, prestándose a la representación por pequeñas orquestas de cámara, así como conjuntos más grandes. 

## Estructura y análisis
La sinfonía consta de cuatro movimientos:
- I. Adagio – Allegro vivace, en re mayor 2
2
- II. Andante, en sol mayor 6
8
- III. Menuetto. Allegro, en re mayor 3
4
- IV. Allegro vivace, en re mayor 4
4

La interpretación de esta obra dura aproximadamente entre 25 y 30 minutos. Aunque data de la era posterior a Ludwig van Beethoven, la pieza muestra con orgullo las raíces dieciochescas de Schubert, establecidas a través de sus estudios con Antonio Salieri. Como en muchas de las obras tempranas de Schubert, hay innumerables guiños melódicos superficiales a Beethoven, pero la factura general de la obra muestra que, más allá de tales similitudes de contorno e inflexión, Schubert aún tenía poco acceso a las operaciones musicales que yacían en el corazón de las sinfonías del maestro.

### I.Adagio–Allegro vivace
El primer movimiento, Adagio – Allegro vivace, está escrito en la tonalidad de re mayor, en compás alla breve y sigue la forma sonata. Las partes individuales del movimiento tienen unas dimensiones inusuales en el contexto del género sinfónico. El tema principal ocupa sólo 60 compases y el segundo tema 20 compases, mientras que la tercera parte supera los 80 compases. Se abre con una introducción lenta y solemne, marcada Adagio, en la que una tríada de cuerdas y vientos recorre una octava, seguida de una respuesta descendente de los violines. Este majestuoso Adagio es una reminiscencia de la Sinfonía n.º 104 de Haydn y junto con la cremallera mozartiana del tema principal Allegro vivace son de naturaleza inequívocamente clásica. Los dos últimos compases de la introducción conducen, mediante un redoble de timbales y una ruptura triádica, al Allegro vivace, tema principal del movimiento. El tema secundario se asemeja al tema del Finale de la Sinfonía n.º 3 "Eroica" de Beethoven tanto en el gesto como en los detalles de la estructura. De manera poco habitual, la música de la introducción reaparece más adelante en el movimiento para dar paso a la recapitulación. El compositor suprimió más tarde partes del extenso segundo tema, presumiblemente en aras del equilibrio estructural, aunque en ocasiones se recuperan para ser interpretadas. En la recapitulación se repiten tanto el tema principal como la introducción lenta. Algo parecido se encontraba ya en obras como la Serenata "Trompa de postillón" K. 320 de Mozart, en la Sinfonía n.º 103 "Redoble de timbal" de Haydn, así como en la Sonata para piano n.º 8 "Patética" de Beethoven. 

### II.Andante
El segundo movimiento, Andante, está en sol mayor y en compás de 6/8. Es un movimiento ligero, cuya grácil melodía inicial se ve contrarrestada por un segundo tema en forma de marcha. Está dominado por el tema principal de corte romántico en 6/8. La sección principal en la tonalidad inicial se repite dos veces. Mientras que la primera repetición (a partir del compás 43) tiene lugar de forma extendida, la segunda repetición (a partir del compás 92) suena como una recapitulación. El tratamiento motívico de Schubert es sorprendente.
Una opinión muy extendida es que Schubert basó la composición de este Andante en el segundo movimiento de la Sinfonía n.º 38 "Praga" de Mozart. Aunque ambos movimientos están en la misma tonalidad y compás y, hasta cierto punto, utilizan los mismos temas, las demás diferencias entre los movimientos, según el musicólogo Alfred Einstein, tienden a argumentar en contra de esta suposición. Para el musicólogo Walther Vetter este movimiento es un "eco clasicista, incoloro, impersonal, epigonal".

### III.Menuetto.Allegro
El tercer movimiento, Menuetto. Allegro, está en re mayor y el compás es 3/4. El minueto recupera la bulliciosa tonalidad del movimiento inicial. El trío constituye un episodio de gran colorido instrumental, especialmente admirable por la escritura de las maderas.

### IV.Allegro vivace
El cuarto y último movimiento, Allegro vivace, retoma la tonalidad inicial y el compás es 4/4. Este jovial movimiento responde a la forma sonata aunque esta vez sin introducción lenta y la exposición no se repite. El Finale estalla sobre una idea vivaz y muy ornamentada en los violines. El tema principal presenta una estructura sencilla. El segundo tema, que se inicia en el compás 86, está relacionado con el tema principal del último movimiento en cuanto a carácter e instrumentación y se asemeja mucho al tema principal del movimiento inicial. Tras una breve recapitulación, comienza la coda en el compás 336 con rápidos tresillos y una línea de bajo cromáticamente descendente. Esta vigorosa coda es de una contundencia y una fibra armónica rígida muy fuera de los límites que los ídolos del siglo XVIII de Schubert se prescribían a sí mismos.

## Recepción de la obra
El 5 de febrero de 1881 la sinfonía se incluyó en una representación de todas las sinfonías de Schubert en el Crystal Palace de Londres. La prensa británica quedó impresionada por la madurez de la música para la juventud de su compositor. El periódico The Guardian, por ejemplo, escribió lo siguiente:

«Un punto especialmente interesante del programa fue la interpretación de la Primera Sinfonía de Schubert, una obra realmente maravillosa, teniendo en cuenta que el compositor era un "muchacho" de sólo 16 años. Tiene riqueza melódica, está magníficamente orquestada y no muestra rastros del desequilibrio entre contenido y forma que tan a menudo caracteriza a las "obras tempranas".»
– The Guardian, 9 de febrero de 1881.

Johannes Brahms no consideraba que las llamadas sinfonías juveniles de Schubert tuvieran un gran valor artístico y opinaba que "no debían publicarse, sino sólo conservarse con reverencia y quizá hacerse accesibles a varios mediante copias".
Antonín Dvořák fue en su época uno de los pocos admiradores de las primeras sinfonías de Schubert, en las que -a pesar de la influencia de Haydn y Mozart- reconocía la individualidad de Schubert en el carácter de las melodías, la progresión armónica y los numerosos y exquisitos detalles de la orquestación.